# Sons of the Jackal

Sons of the Jackal est le deuxième album du groupe Legion Of The Damned édité en 2007. Cet album est du genre thrash metal / death metal. Lyriquement cet album comprend des motifs d'horreur, les ravages de la guerre nucléaire et occultes et les idées religieuses. Fait inhabituel pour un album de métal de l'Ouest quelques paroles sont tirées de l'eschatologie islamique et l'histoire de celle-ci (ils attaquent à la fois Jésus et Mahommet). La chanson Son of the Jackal est une référence au caractère anti-Christ. Sons of the Jackal a culminé à # 54 sur les albums allemand graphique[réf. nécessaire].

## Liste des titres
1. "Son of the Jackal" - 3:52
2. "Undead Stillborn" - 3:59
3. "Avenging Archangel" - 3:28
4. "Death Is My Master (Slay for Kali)" - 5:09
5. "Sepulchral Ghoul" - 4:19
6. "Seven Heads They Slumber" - 1:59
7. "Infernal Wrath" - 4:07
8. "Atomicide" - 3:18
9. "Ten Horns Arise" - 3:31
10. "Diabolist" - 3:40

## Membres
- Swinkels Maurice - Chant
- Richard Ebisch - guitare
- Harold Gielen - basse
- Erik Fleuren - batterie